# Триплатинауран
Трипла̀тинаура́н — бинарное неорганическое соединение, интерметаллид
платины и урана
с формулой UPt3,
кристаллы.

## Получение
- Сплавление стехиометрических количеств чистых веществ:

{\displaystyle {\mathsf {3Pt+U\ {\xrightarrow {1700^{o}C}}\ UPt_{3}}}}
- Восстановление диоксида урана водородом в присутствии платины::

{\displaystyle {\mathsf {UO_{2}+2H_{2}+3Pt\ {\xrightarrow {1700^{o}C}}\ UPt_{3}+2H_{2}O}}}

## Физические свойства
Триплатинауран образует кристаллы гексагональной сингонии, пространственная группа P 6/mmc, параметры ячейки a = 0,5766 нм, c = 0,4898 нм, Z = 2,
структура типа станнида триникеля Ni3Sn.
Соединение конгруэнтно плавится при температуре 1700 °C.
Энтальпия образования соединения −111 кДж/моль.
При температуре <1 К переходит в сверхпроводящее состояние; утверждается, что это обусловлено тяжёлыми фермионами.

Структура UPt_{3}